# Нотоунгуляты
Нотоунгуляты (лат. Notoungulata, от др.-греч. νότος «юг» и лат. ungulata «копытные»; «южные копытные») — разветвлённый отряд вымерших плацентарных млекопитающих, которые были распространены в Южной Америке в эпоху кайнозоя. Вымирание этих животных пришлось на плейстоцен.
Ранее классифицировались в полифилетическом надотряде южноамериканских копытных (Meridiungulata). В 2021 году вместе с большинством южноамериканских копытных (кроме литоптерн и «Didolodontidae») были выделены в кладу Sudamericungulata надотряда афротериев (Afrotheria).

## Морфология
Нотоунгуляты были наиболее разнообразной группой Sudamericungulata. Для них был характерен широкий плоский череп и особенности в строении ушей. Конечности несли от пяти до двух пальцев, для большинства форм было характерно пальцехождение. Самыми крупными представителями отряда были токсодоны, которые по величине соответствовали современных носорогам. Более мелкие представители были сопоставимы с современными зайцеобразными.

## Эволюционная история
Нотоунгуляты возникли на южноамериканском континенте, и их ареал почти всегда им ограничивался. Лишь в плейстоцене, незадолго до вымирания отряда, одни из последних представителей нотоунгулятов — миксотоксодоны — смогли проникнуть на североамериканский континент.
Родственные связи нотоунгулятов долгое время были непонятны, однако опубликованное в 2021 г. исследование рассматривает их как таксон, сестринский к дамановым (в рамках афротериев).
Ранее высказывалось предположение, что некоторые нотоунгуляты в палеоцене обитали в Северной Америке и в Китае, так как семейство Arctostylopidae относили к нотоунгулятам. Сегодня его выделяют в отдельный отряд Arctostylopida.
Наиболее древней группой нотоунгулятов является Notioprogonia, которая жила от раннего палеоцена до среднего эоцена. Из неё развились три другие линии нотоунгулятов. Одной из них был подотряд Toxodonta, в состав которого входил и род токсодонов. Они смогли выжить до позднего плейстоцена. Весьма своеобразной формой подотряда были гомалодотерии, обитавшие в миоцене в Патагонии. Эти крупные и увесистые звери обладали мощными когтями на передних лапах и несколько напоминали также вымерших халикотериев из отряда непарнокопытных. Другие Toxodonta включали роды Thomashuxleya, Scarrittia и Nesodon. Ещё одна группа нотоунгулятов под названием Typotheria, напоминала внешне крупных грызунов или даманов, будучи сопоставимой по размеру с чёрным медведем.
Из-за долгой изоляции Южной Америки в палеогене и неогене, нотоунгуляты, как и многие другие южноамериканские группы млекопитающих, смогли беспрепятственно развиваться и занять многочисленные экологические ниши. В целом, возникло около 13 семейств и более чем 100 родов. Однако, как и другие южноамериканские эндемики, большинство нотоунгулятов вымерло после появления сухопутного сообщения между Южной и Северной Америкой в позднем плиоцене — они не смогли конкурировать с пришедшими североамериканскими видами. Одним из немногих конкурентоспособных родов оказались токсодоны, пережившие фаунообмен обоих американских континентов. Они вымерли на несколько миллионов лет позже в конце плейстоцена, а вместе с ними исчез и отряд нотоунгулятов.

## Классификация
Подотряды и семейства нотоунгулятов:
- † Notioprogonia — Нотиопрогонии[5]
  - † Henricosborniidae
  - † Notostylopidae
- † Toxodontia [syn. Toxodonta] — Токсодонтии[6]
  - † Isotemnidae
  - † Leontiniidae
  - † Notohippidae
  - † Toxodontidae
  - † Homalodotheriidae
- † Typotheria — Типотерии[6]
  - † Archaeopithecidae
  - † Oldfieldthomasiidae
  - † Interatheriidae
  - † Campanorcidae
  - † Mesotheriidae
- † Hegetotheria
  - † Archaeohyracidae
  - † Hegetotheriidae